# Колібрі-кокетка короткочубий
Колі́брі-коке́тка короткочубий (Lophornis brachylophus) — вид серпокрильцеподібних птахів родини колібрієвих (Trochilidae). Ендемік Мексики. Раніше вважався підвидом довгочубого колібрі-кокетки.

## Опис
Довжина птаха становить 7-7,5 см. У самців верхня частина тіла смарагдово-зелена. Нижня частина спини і надхвістя бронзово-фіолетові, відділені від решти спини білою смугою. Верхні покривні пера хвоста зелені. На тімені короткий рудий чуб, найбільш довгі пера в ньому мають щелені кінчики. Горло смарагдово-зелене, блискуче, на щоках є короткі пучки оранжевих пер з зеленими кінчиками. Решта нижньої частини тіла блідо-коричнева, відділена від горла білою смугою. Центральні стернові пера зелені, решта стернових пер рудувато-коричневі з чорними кінчиками. Дзьоб короткий, прямий, чорний.
У самиць чуб і пучки пір'я на щоках відсутні. Лоб у них тьмяно-коричнюватий, верхня частина тіла блідо-зелена, надхвістя тьмяно-зелене, на надхвісті білувата або охриста смуга. Горло білувате, відділене від блідо-коричневої нижньої частини тіла білою смугою. Центральні стернові пера зелені з чорнуватими кінчиками, решта стернових пер коричневі з чоною смугою на кінці і блідо-охристими кінчиками. Забарвлення молодих птахів є подібне до забарвлення самиць.

## Поширення і екологія
Ареал короткочубих колібрі-кокеток обмежений невеликою ділянкою довжиною 25 км в горах Південної Сьєрра-Мадре в штаті Герреро на південному заході Мексики. Вони живуть у вологих або напіввологих вічнозелених або широколистяних лісах, зокрема в сосново-дубових лісах, на узліссях і тінистих кавових плантаціях. Зустрічаються на висоті від 900 до 1800 м над рівнем моря. Живляться нектаром квітучих рослин з родів Inga, Cecropia, Conostegia та інших, а також комахами, яких ловлять в польоті.

## Збереження
МСОП класифікує цей вид як такий, що перебуває на межі зникнення. За оцінками дослідників, популяція короткочубих колібрі-кокеток становить від 350 до 1500 птахів. Їм загрожує знищення природного середовища.